# Galáxia do Rodamoinho
Galáxia do Rodamoinho ou Galáxia do Redemoinho, também denominada Messier 51a ou NGC 5194, é uma galáxia espiral (Sbc) na direção da constelação de Canes Venatici. Possui uma ascensão reta 13 horas, 29 minutos e 52,7 segundos e uma declinação de +47° 11' 43". Ela é o membro mais brilhante do Grupo M51, e possui uma galáxia companheira, denominada NGC 5195 ou M51b.
Foi descoberta originalmente pelo astrônomo francês Charles Messier em 13 de outubro de 1773.

## Descoberta e visualização

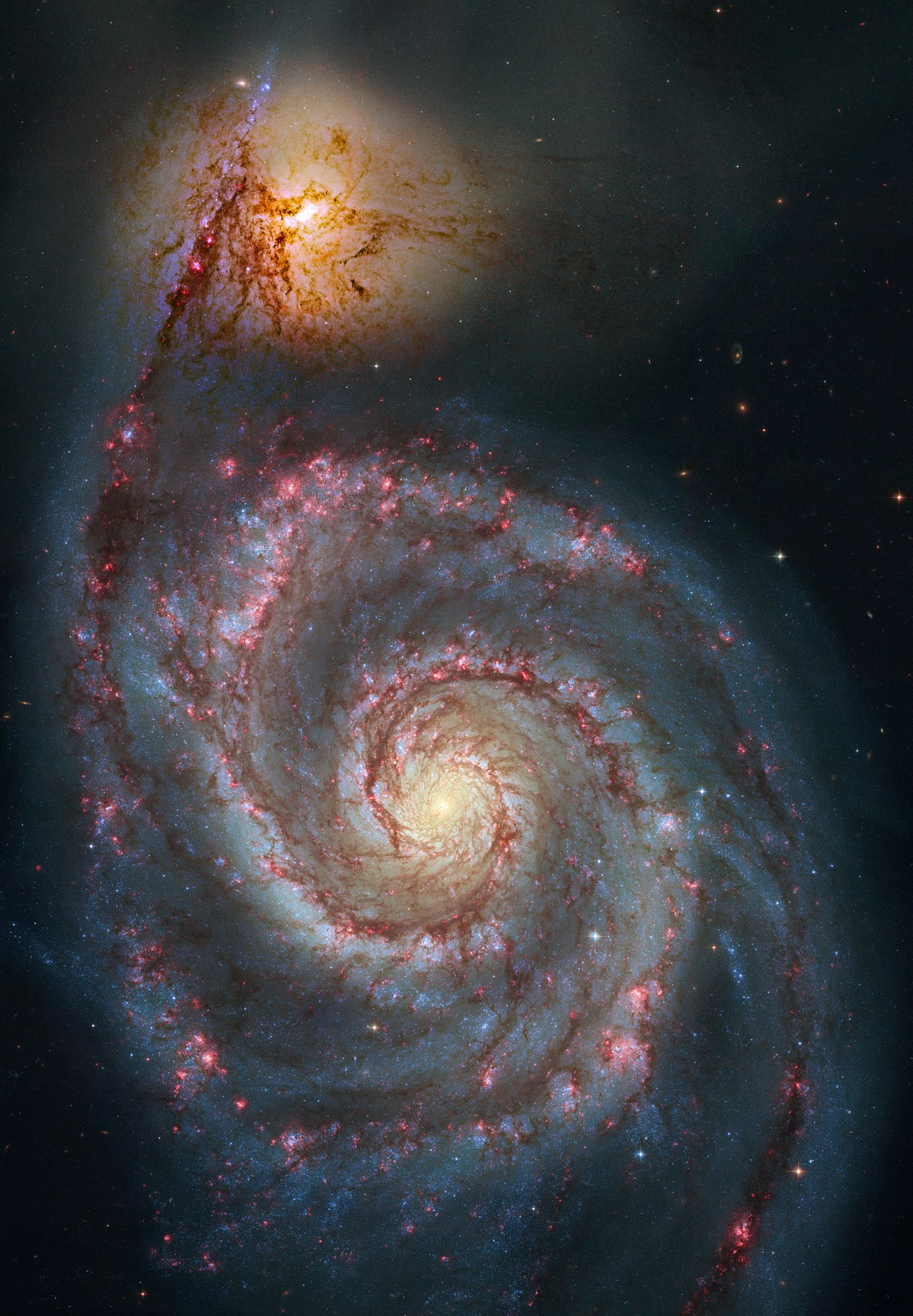
A galáxia do Redemoinho, Telescópio Espacial Hubble

A galáxia é uma das descobertas originais do astrônomo francês Charles Messier, que descobriu o objeto em 13 de outubro de 1773 enquanto observava um cometa, descrevendo-a como uma nebulosa tênue, sem estrelas, difícil de visualizar. Sua galáxia satélite, NGC 5195, também conhecida como Messier 51b, foi descoberta por Pierre Méchain em 21 de março de 1781 e mencionado na última edição do Catálogo Messier.
Segundo Méchain, assistente de Messier, o sistema "é duplo, cada um tem um centro brilhante, separados por 4 minutos e 35 segundos de grau. As duas 'atmosferas' tocam uma a outra, sendo a primeira mais tênue que a segunda." Além de adicionar a descrição, Messier também adicionou ao catálogo um pequeno esboço, um desenho das duas "nebulosas", M51 e NGC 5195, um dos raros casos de um desenho detalhado elaborado por Messier de um de seus objetos ainda preservados. William Herschel catalogou a galáxia satélite como a entrada H I.186 de seu catálogo. Ainda há certa confusão de ambas as galáxias são o objeto Messier 51, justificada pelas próprias palavras de Messier, ou designa apenas a galáxia espiral, às vezes referida como M51a.
Pode ser visto com telescópios amadores em um céu noturno em excelentes condições. Telescópios de abertura de 4 polegadas podem até mesmo definir alguns de seus braços.

## Características
É a galáxia dominante de um pequeno grupo galáctico, grupo M51, que também contém Messier 63 e várias outras galáxias menores. Está a cerca de 30 milhões de anos-luz em relação à Terra. É uma galáxia grande e brilhante e é a primeira galáxia espiral a ser reconhecida como tal em 1845 por William Parsons, que fez um desenho rico em detalhes da galáxia e seu satélite. Por isso, a galáxia é às vezes referida como a galáxia de Rosse (Parsons era o terceiro conde de Rosse).
A estrutura espiral pronunciada da galáxia do Redemoinho é resultado do encontro com sua galáxia satélite, NGC 5195. Devido à interação, o gás na galáxia foi perturbado em comprimido em certas regiões, resultando na formação de novas estrelas. Comum em galáxias espirais, a estrutura espiral é preferivelmente induzido na galáxia mais maciça.
É classificado como uma galáxia Seyfert tipo 2.5, e seu núcleo já foi investigado pelo Telescópio Espacial Hubble, que também já investigou seus braços mais interiores e o Infrared Space Observatory já visualizou a galáxia no infravermelho.

## Galeria

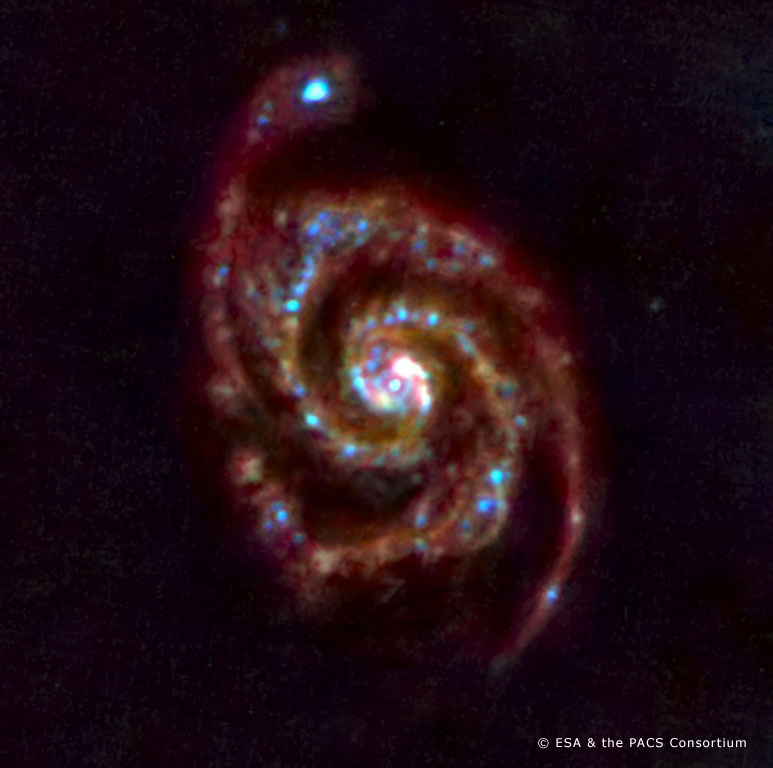
Messier 51, Consórcio ESA/PACS
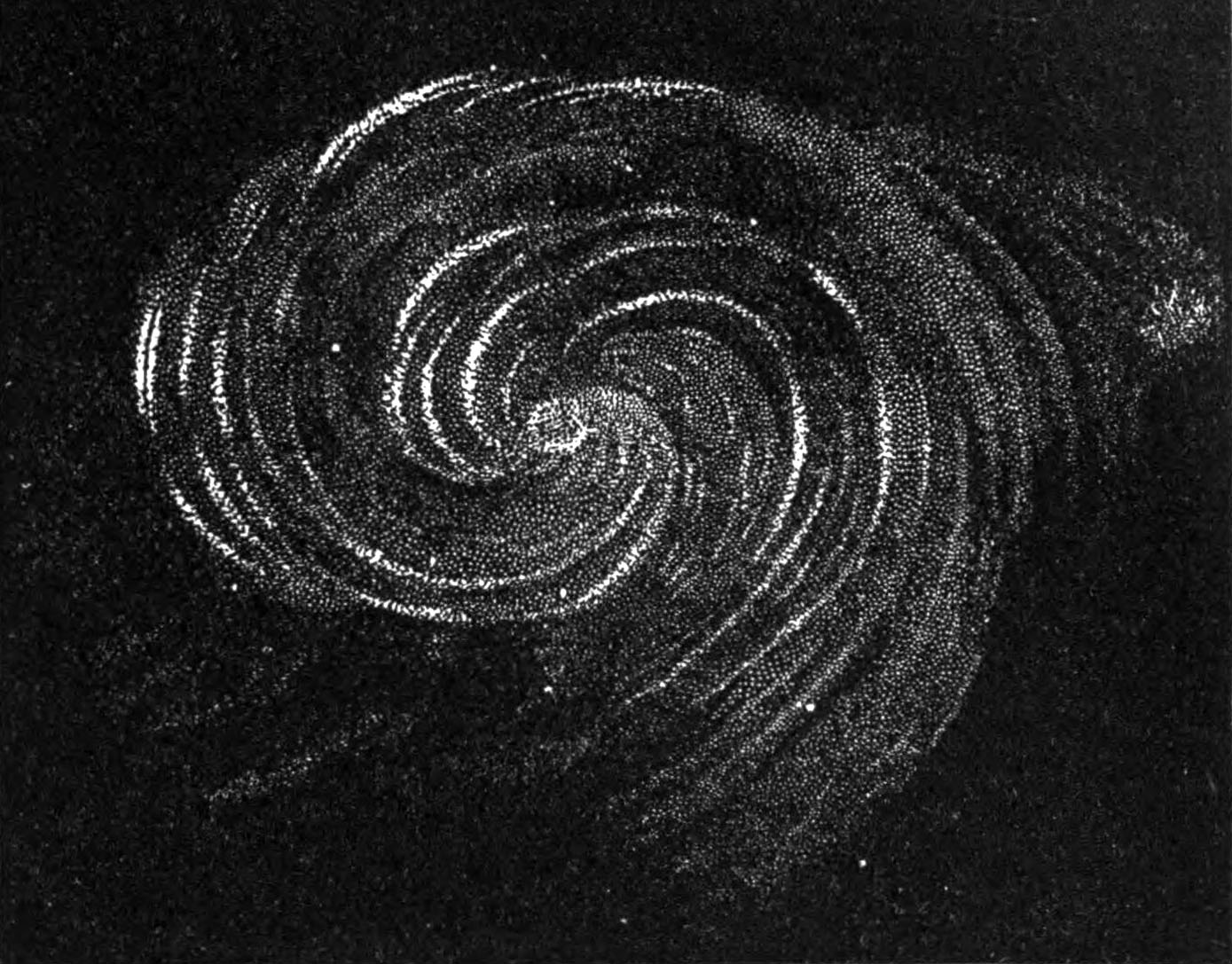
Esboço da galáxia do Redemoinho, 1879
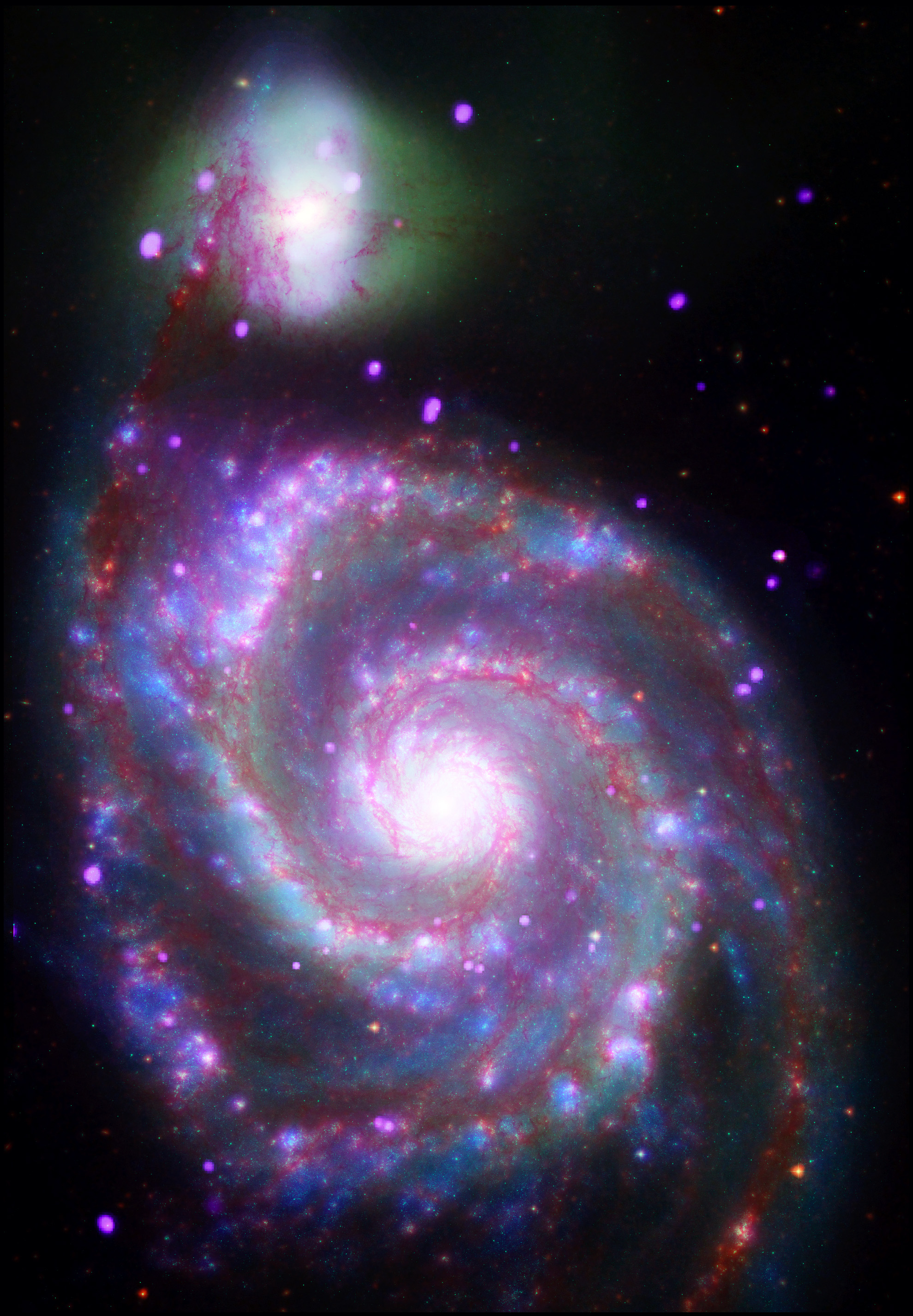
Galáxia do Redemoinho, Telescópio Espacial Spitzer
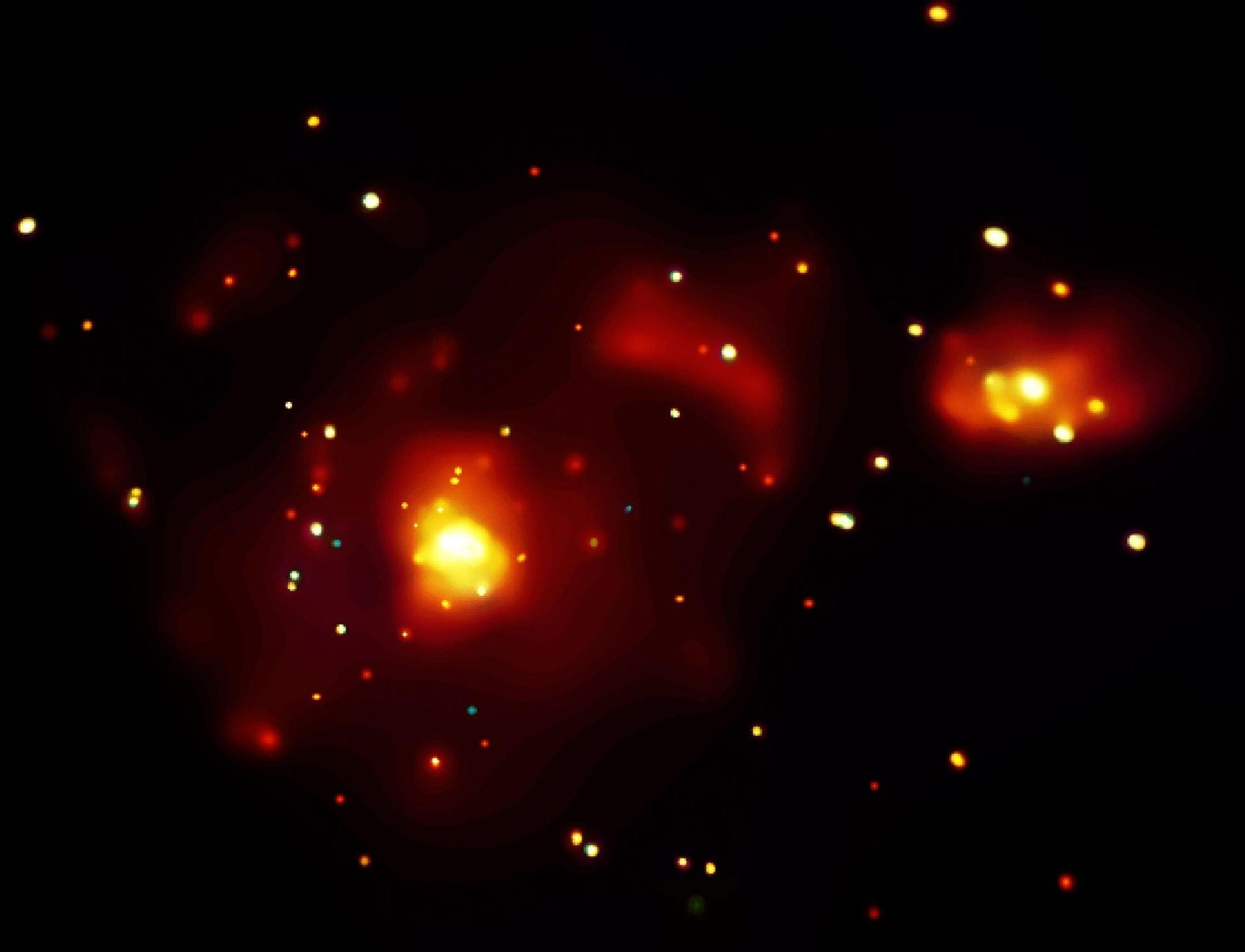
Vista em raios X de M51, Observatório de raios-X Chandra
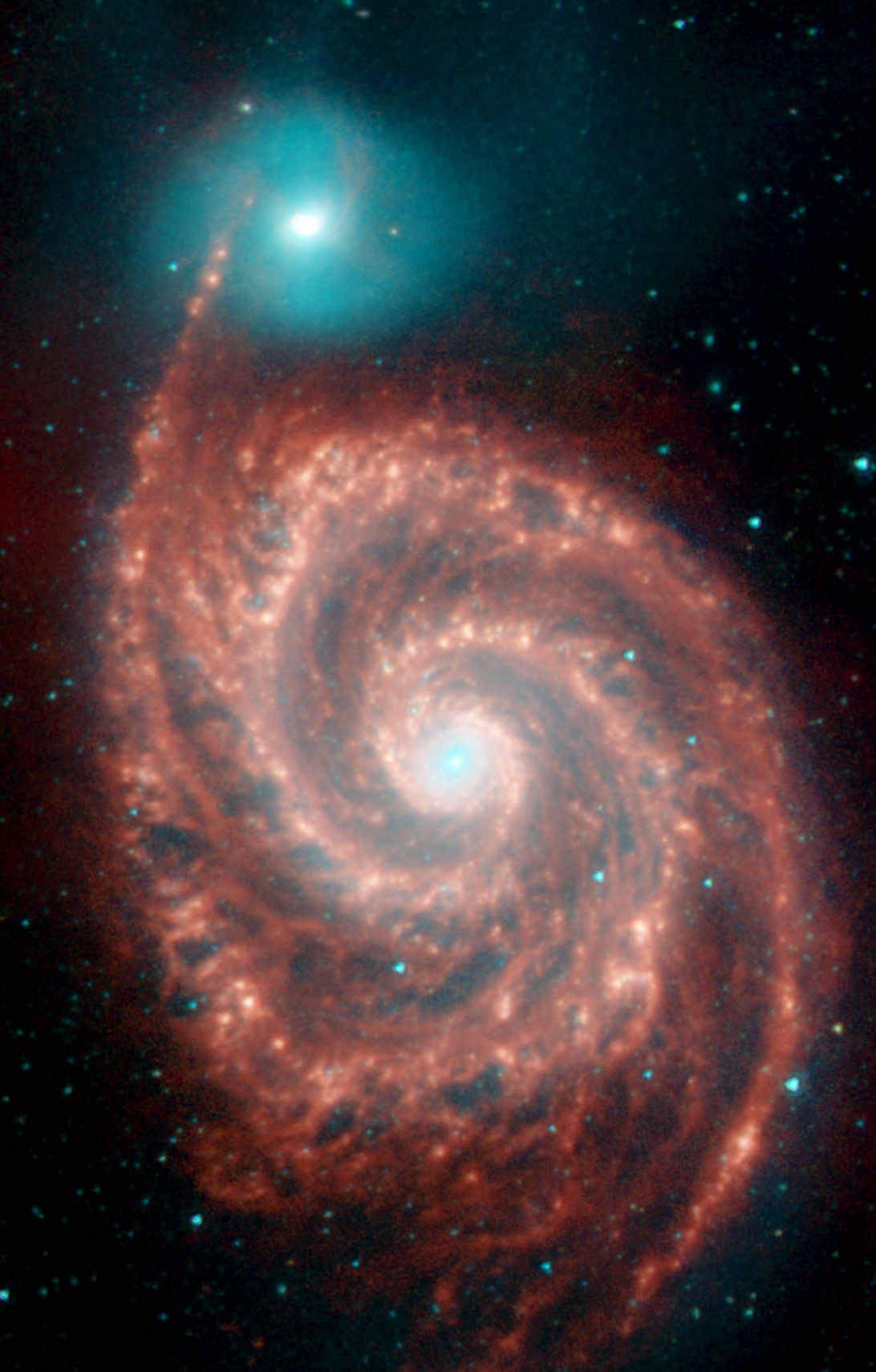
Galáxia do Redemoinho, Telescópio Espacial Spitzer
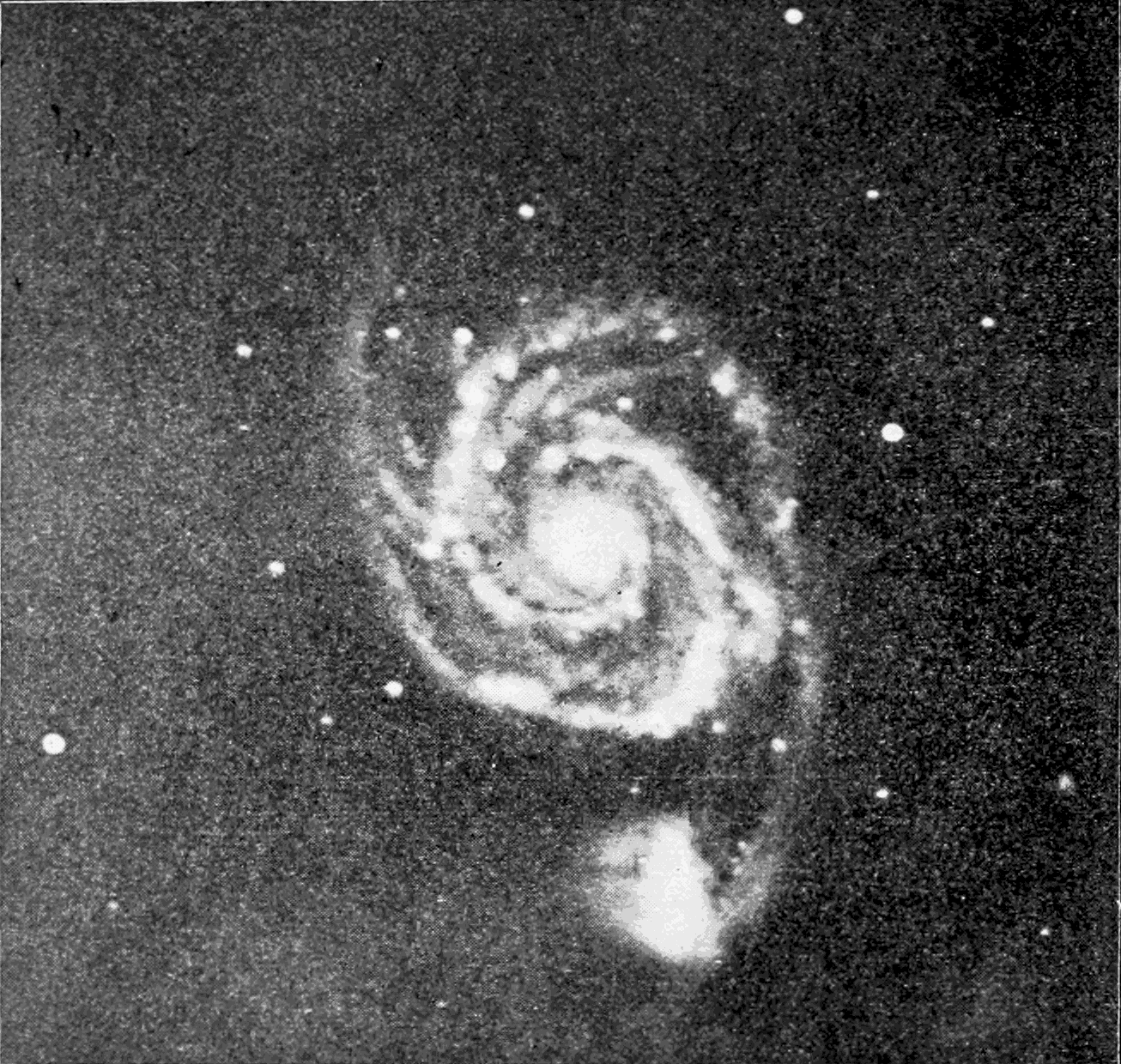
Galáxia do Redemoinho, 1900
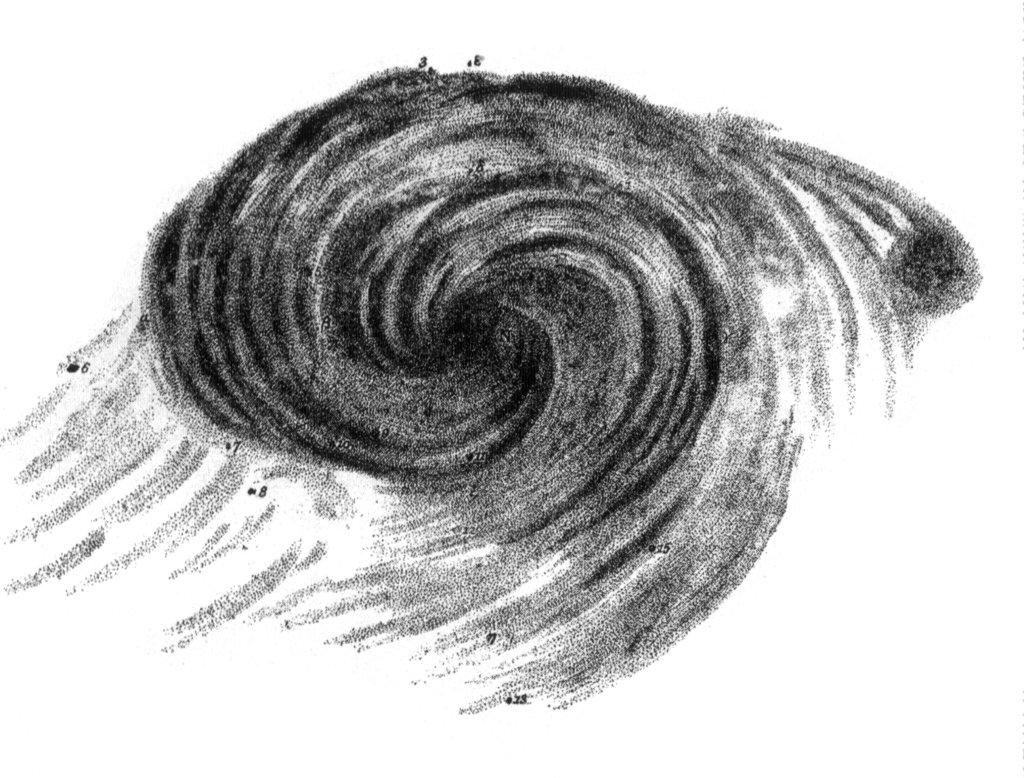
Esboço de M51 por William Parsons, 1845